# オークランド (カリフォルニア州)

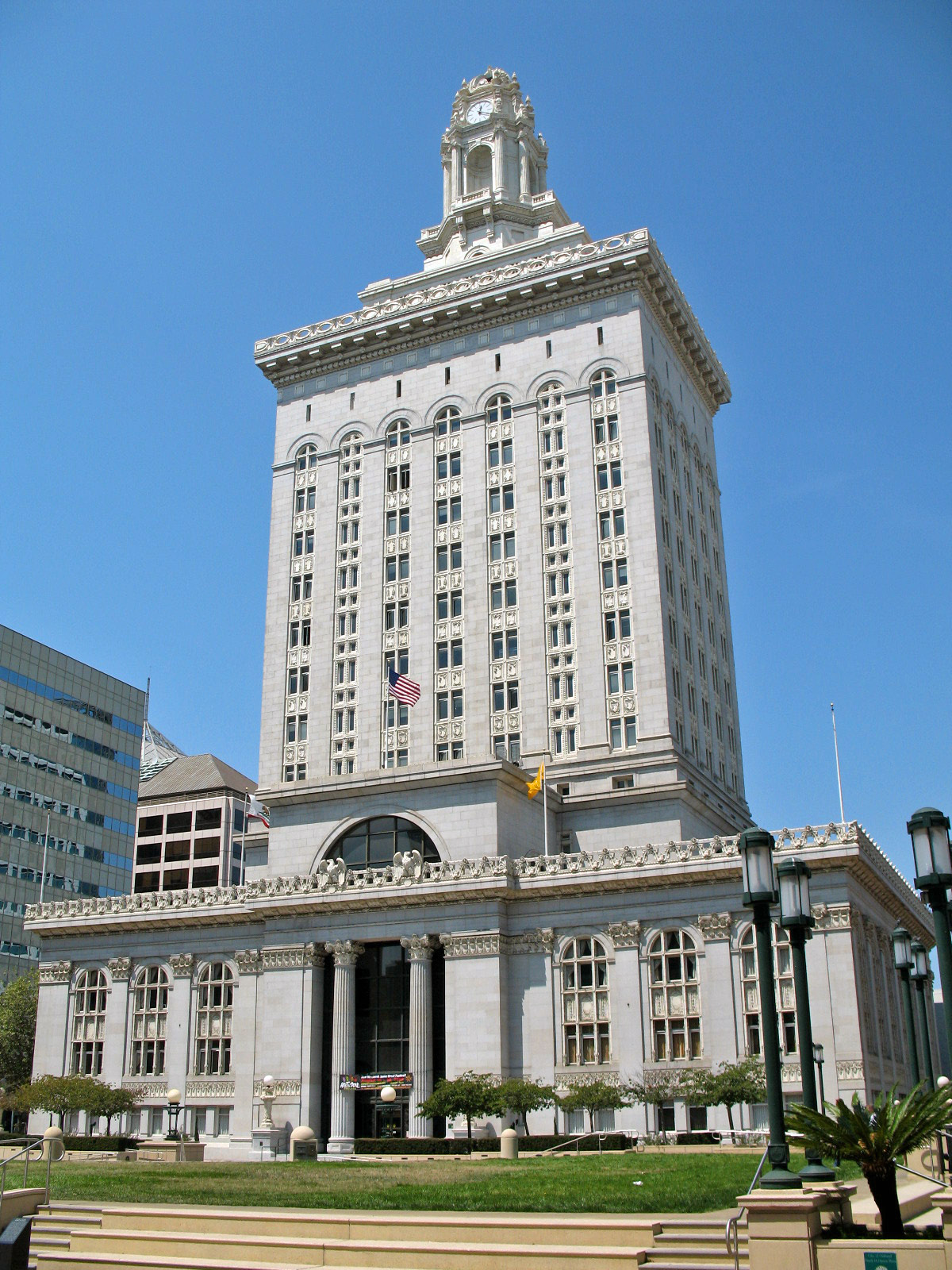
シティホール

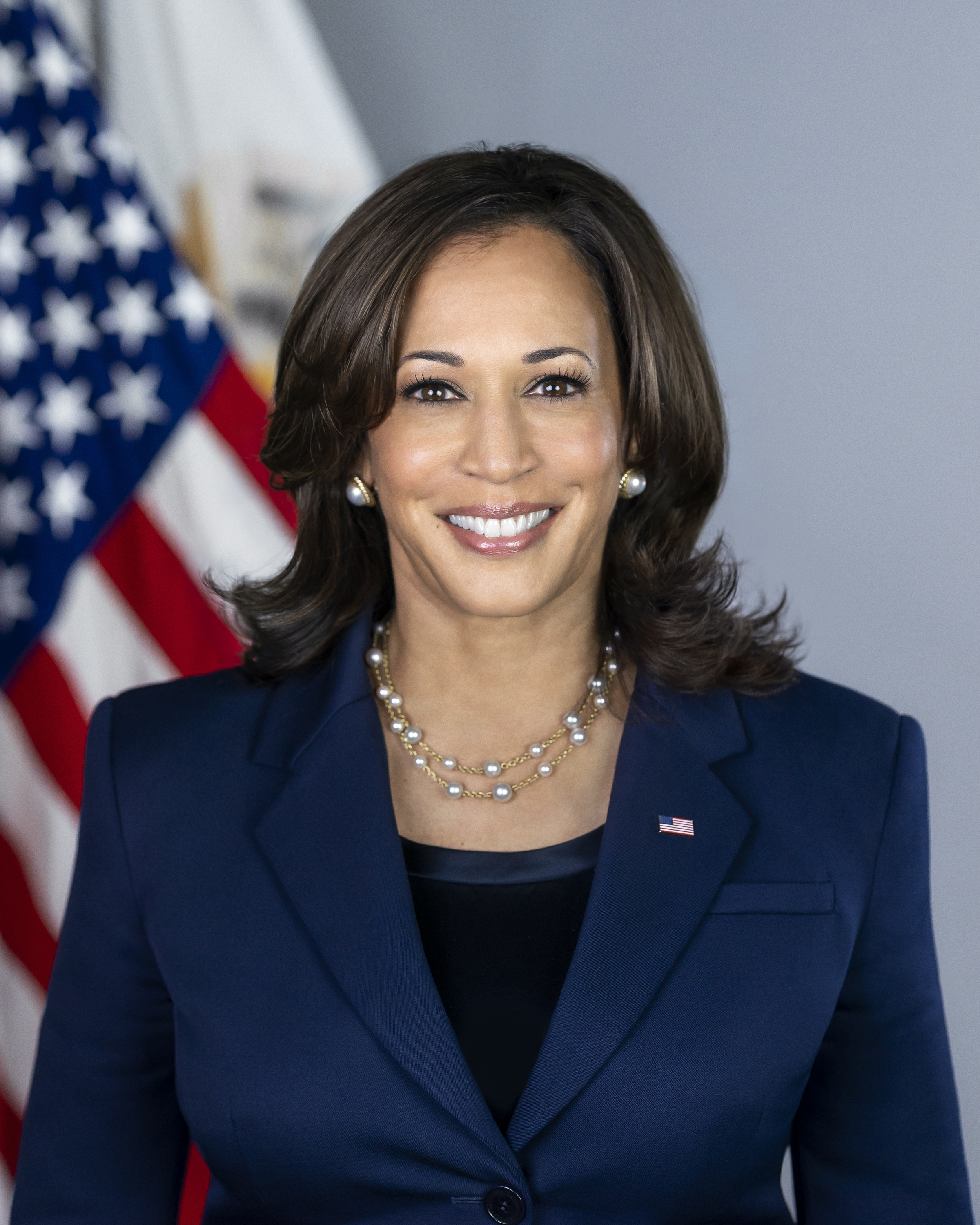
オークランドはカマラ・ハリス第49代副大統領の出生地である.

オークランド（英語: City of Oakland, 英語発音: [ˈoʊklənd]）は、アメリカ合衆国カリフォルニア州のアラメダ郡にある都市。アラメダ郡の郡庁所在地でサンフランシスコ湾に面して港がある。かつて日本からの移民が上陸した土地であり、日本語で王府（おうふ）とも称した。通称オークタウン (Oaktown) 。

## 概要
オークランドはサンフランシスコの約13 km東に位置する。サンフランシスコ湾の東岸、イーストベイと呼ばれる地域の中核都市で、カイザーパーマネンテ、Clorox、Dreyer's、Plus World Markets等の大企業が本社を置く。
最初の大陸横断鉄道のターミナル駅建設地に選ばれたことがオークランド発展の契機となった。これはサンフランシスコ半島の地勢が要因となっている。1906年のサンフランシスコ大地震後には被災者が流入し、大幅に人口を増やした。このようにオークランドとサンフランシスコは歴史的に深い関係にある。
1960年代以降、犯罪率が上昇し、2000年代でも全米屈指の犯罪都市となっている。しかし、ベイエリア一帯での地価の急激な上昇により、犯罪率はわずかながら減少している。2012年に発表されたFBIの統計では、1,000人当たりの暴力的な犯罪の率は16.8 %で全米4位、殺人件数は104、強盗と車両盗難事件は全米一多かった。
1991年10月21日、数日前に発生した小規模な山火事が強風と乾燥のためにオークランドの市街地まで燃え広がり、町は火の海と化した。死者25人、焼失家屋およそ3,000棟という大きな被害をもたらし、これは1901年にシカゴで発生した大火、1906年にサンフランシスコで発生したサンフランシスコ地震にも匹敵する。この一連の災害はオークランドヒルズ火災（Oakland Hills Fire）と呼ばれている。
ニュージーランド最大の都市であるオークランド（Auckland）と当市とは、現地語である英語（アメリカ英語・ニュージーランド英語とも）においては綴りも発音も異なるが（参照：オークランド (曖昧さ回避)）、日本語では片仮名表記も発音も区別がない。そのため、日本では両市を区別するため、当市を「USオークランド」、ニュージーランドのそれを「NZオークランド」と表記する場合がある。

## 地理
サンフランシスコの対岸13kmに位置し、北はバークレーと接している。
市の中心部にはメリット湖があり、63haの広さの公園となっている。湖の西側には高層ビルなどのオフィス街やチャイナタウンなどが広がっている。
- 座標：北緯37度47分43秒、西経122度13分41秒 (37.795227, -122.228111)[5]
- 面積：202.4 km2
  - 陸地：145.2 km2
  - 水地域：57.2 km2：28.28%

出典：アメリカ合衆国統計局

### 特色
オークランドのチャイナタウンは同州でも特に有名であり、対岸のサンフランシスコのチャイナタウンと区別するため"Oakland Chinatown"と呼ばれることが多い。かつてチャイナタウンの中に日本人街も存在した。現在でも王府仏教会など当時の名残がある。

## 人口動勢
| オークランド市の人口推移 |                 |
| 1880年: 34,555           | 1950年: 384,575 |
| 1890年: 48,682           | 1960年: 367,548 |
| 1900年: 66,960           | 1970年: 361,561 |
| 1910年: 150,174          | 1980年: 339,337 |
| 1920年: 216,261          | 1990年: 372,242 |
| 1930年: 284,063          | 2000年: 399,484 |
| 1940年: 302,163          | 2010年: 390,724 |

2000年の国勢調査
- 人口：399,484人
- 人口密度：2,751.4/km2

1,084.8/km2の平均的な密度に157,508軒の住宅が建っている。
- 人種構成：白人31.29%、アフリカン・アメリカン35.66%、先住民0.66%、アジア15.23%、太平洋諸島系0.50%、その他の人種11.66%、及び混血4.98%である。人口の21.89%はヒスパニックまたはラテン系である。

オークランドはカリフォルニア州のなかでもロングビーチと並びとりわけ人種の混成率が高い。アフリカ系アメリカ人、アジア系（中国人、韓国人、台湾人、日系人、ベトナム人など）、白人、メキシコ系アメリカ人（チカーノ）などである。
- 18歳未満の未成年：25.0%、
- 18歳以上24歳以下：9.7%、
- 25歳以上44歳以下：34.0%
- 45歳以上64歳以下：20.9%
- 65歳以上：10.5%
- 中央値年齢：33歳
- 男女比率：　女性100人：男性93.2人
  - 男女比率（18歳以上）：女性100人：男性90.2人

- 平均世帯収入：40,055米ドル
- 平均家族収入：44,384米ドル
- 平均男性収入：37,433米ドル
- 平均女性収入：35,088米ドル
- 一人当たり収入：21,936米ドル

- 貧困率

人口の19.4%及び家族の16.2%は貧困線以下
全人口の18歳未満の27.9%及び65歳以上の13.1%は貧困線以下
参照： en:Maps of Oakland, California

## 文化
イーストベイまたはベイエリアの中心的立地から、サンフランシスコやバークレーと共にリベラルな風土である。
音楽ではリズム＆ブルース、ファンク、パンクロックやヒップホップの文化が馴染んでいる。オークランドから生まれた著名なミュージシャンとして、タワー・オブ・パワー、トニー・トニー・トニー、グリーン・デイ（Billy Joe Armstrongがオークランド出身）、ソウルズ・オブ・ミスチーフ、ランシドのティム・アームストロング等があげられる。
その他、サードウェーブコーヒーのメジャープレイヤーであるブルーボトルコーヒー・カンパニーもオークランド発祥である。
また、政治的にも特徴的な都市で、黒人民族主義運動・黒人解放闘争を展開していた急進的な政治組織であるブラックパンサー党が1966年に結成された地でもある。

## 治安
オークランドの治安は良いとは言えない状況である。ただし治安が悪いのは部分的であり、ウェスト・オークランド地区が特に問題となっている。
1960年代終わりから1970年代の終わりにかけてオークランドの犯罪発生率は急上昇し、人口に比率した犯罪発生率はニューヨークやサンフランシスコの2倍に達した。犯罪は1980年代も増加し、最悪の1992年には殺人事件が175回起きており、人口10万人以上の都市としては、全米で最下位から13番目だった。1990年代と2000年代においてもオークランドは常に米国で最も危険な大都市の一つとして知られることとなった。2007年には120件の殺人が発生、カリフォルニア州においてコンプトンとリッチモンドの後に続き殺人事件数では最下位から3番目だった。
2020年代に入るとアジア系アメリカ人を標的としたヘイトクライムも相次いで発生するようになった。2021年には中華街商工会議所の会頭を務め「中華街の市長」の異名をとっていた人物でさえ、暴力の標的となった。2022年のFBIのデータによれば、オークランドの犯罪発生率はカリフォルニア州内で2番目に高かった。西隣のエメリービルが最悪だった。

## 交通
北に州都サクラメント、南にシリコンバレー、西にサンフランシスコ、東にもコースト山脈をへだててセントラル・バレーの各都市があり、オークランドはそれらの都市につながる道路や鉄道が集中する交通の要衝である。物流の面でもアジアからの輸入品などを陸揚げするオークランド港があって交通の要所になっている。

### 道路
ニュージャージー州を起点とする州間高速道路80号線が市の北部を通り、ベイブリッジでサンフランシスコ湾を渡り、終点のサンフランシスコへつながる。ベイブリッジをオークランド側からサンフランシスコに渡る際は通行料がかかる。ベイブリッジのすぐ東側にはマッカーサー・メイズ(迷路)(MacArthur Maze)と呼ばれる大規模なジャンクションがあり、そこで80号線は580号線、880号線と接続している。そのほか市内を通るフリーウェイには州間高速道路980号線、州道24号線、州道13号線がある。
1989年のロマ・プリータ地震ではウェスト・オークランドを通る2層構造の880号線が倒壊し、ベイブリッジも一部崩落した。880号線はその後元はオークランド駅があった所を通るルートに変更して再建された。

### 鉄道
かつてはキー・システムなどの路面電車やサクラメント・ノーザン電鉄などのインターアーバンも運行されていたがこれらはすべて廃止となり、一部はBART(湾岸高速鉄道)やACトランジットのバスに置き換えられた。

#### BART
市内にはBART(湾岸高速鉄道)の駅が8つあり、対岸のサンフランシスコを含むベイエリアを広範囲に結んでいる。ダウンタウンからサンフランシスコの中心部までBARTの所要時間は十数分である。

#### アムトラック
市内には2つのアムトラックの駅がある。オークランド - ジャック・ロンドン・スクエア駅にはキャピトル・コリドー、サン・ホアキン、コースト・スターライトの3列車が、オークランド - コロシアム駅にはキャピトル・コリドーが乗り入れている。コロシアム駅ではBARTへの乗り換えが可能である。
かつてアムトラックのオークランド駅はウェスト・オークランドの16番通り駅だったが、1989年のロマ・プリータ地震でこの駅は大きな被害を受けた。そのため代わりの駅として1993年に16番通り駅の北3kmのところにエメリービル駅が作られた。そして1994年に16番通り駅は廃止されて、カリフォルニア・ゼファーの終着・始発駅とサンフランシスコへの連絡バスの発着駅はエメリービル駅へ移った。その後旧駅の敷地の一部は地震で倒壊した州間高速道路880号線を新しいルートで再建する際に利用されることになる。更に1995年には新しいオークランド駅として旧駅から南5kmのところにオークランド - ジャック・ロンドン・スクエア駅が開業し、カリフォルニア・ゼファーの運転区間もこの駅まで伸びたが、車両基地との位置関係から安全上問題があり、結局1997年に終着・始発駅はエメリービル駅に戻った。
オークランド周辺でアムトラックが利用している線路はユニオン・パシフィック鉄道のもので、オークランド港に着いたコンテナを運ぶ貨物列車が多く、列車密度はかなり高い。

### バス
ACトランジット(AC Transit)のバスが近隣都市と市内を繋いでいる。

### 空港
市中心部から南10kmにオークランド国際空港がある。国内線を中心に運行され、国際線の多いサンフランシスコ国際空港を補完する役割も持つ。サウスウエスト航空が1989年から運行しており、準ハブ空港として設定している。BARTのコロシアム駅からエアーバートと呼ばれるバスが運行されている。

### 海上輸送・交通

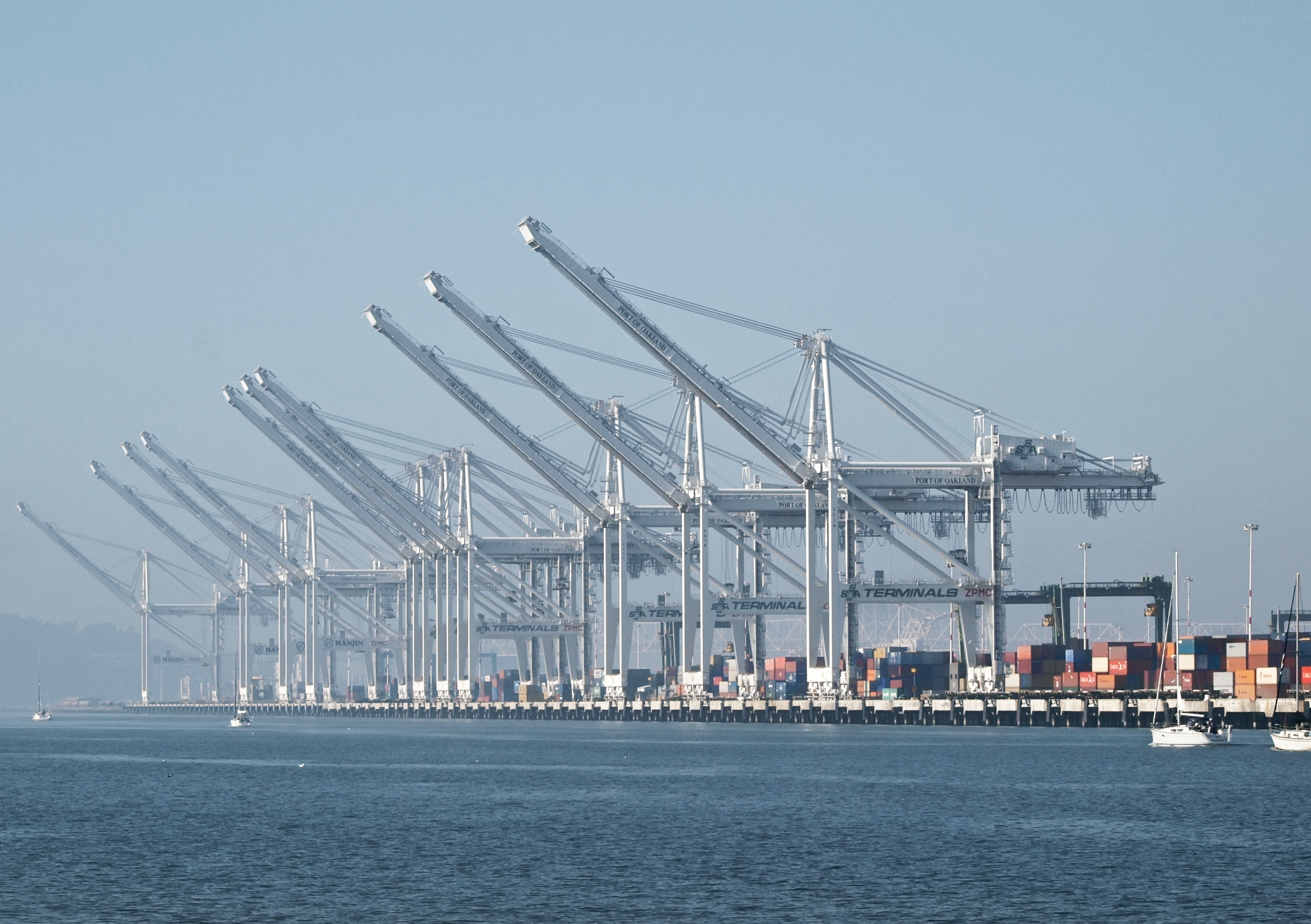
オークランド港のクレーン

鉄道貨物ターミナルと連係したオークランド港がありコンテナターミナルとして世界的に有名である。岸壁に立ち並ぶ荷役用の大きなクレーンは対岸のサンフランシスコからもよく見える。
ジャック・ロンドン・スクエアからサンフランシスコ・フェリービルまでフェリーが運航されており主に通勤用として利用されている。

## スポーツ
かつてはMLBのオークランド・アスレチックスがフランチャイズとしてオークランド・アラメダ・カウンティ・コロシアムを利用したが、2028年にラスベガスに移転予定であり、2025年から2027年まではサクラメントの球場を暫定利用しチーム名からも地名を削っている。2019年まではNBAのゴールデンステート・ウォリアーズ、NFLのオークランド・レイダースが存在していたが、それぞれサンフランシスコ、ラスベガスに移転した。かつてはNHLのカリフォルニア・ゴールデンシールズ（オークランド・シールズ）も1967年から1976年まで存在しており、北米4大プロスポーツリーグのすべてのチームがオークランドを離れたことになる。

## ギャラリー

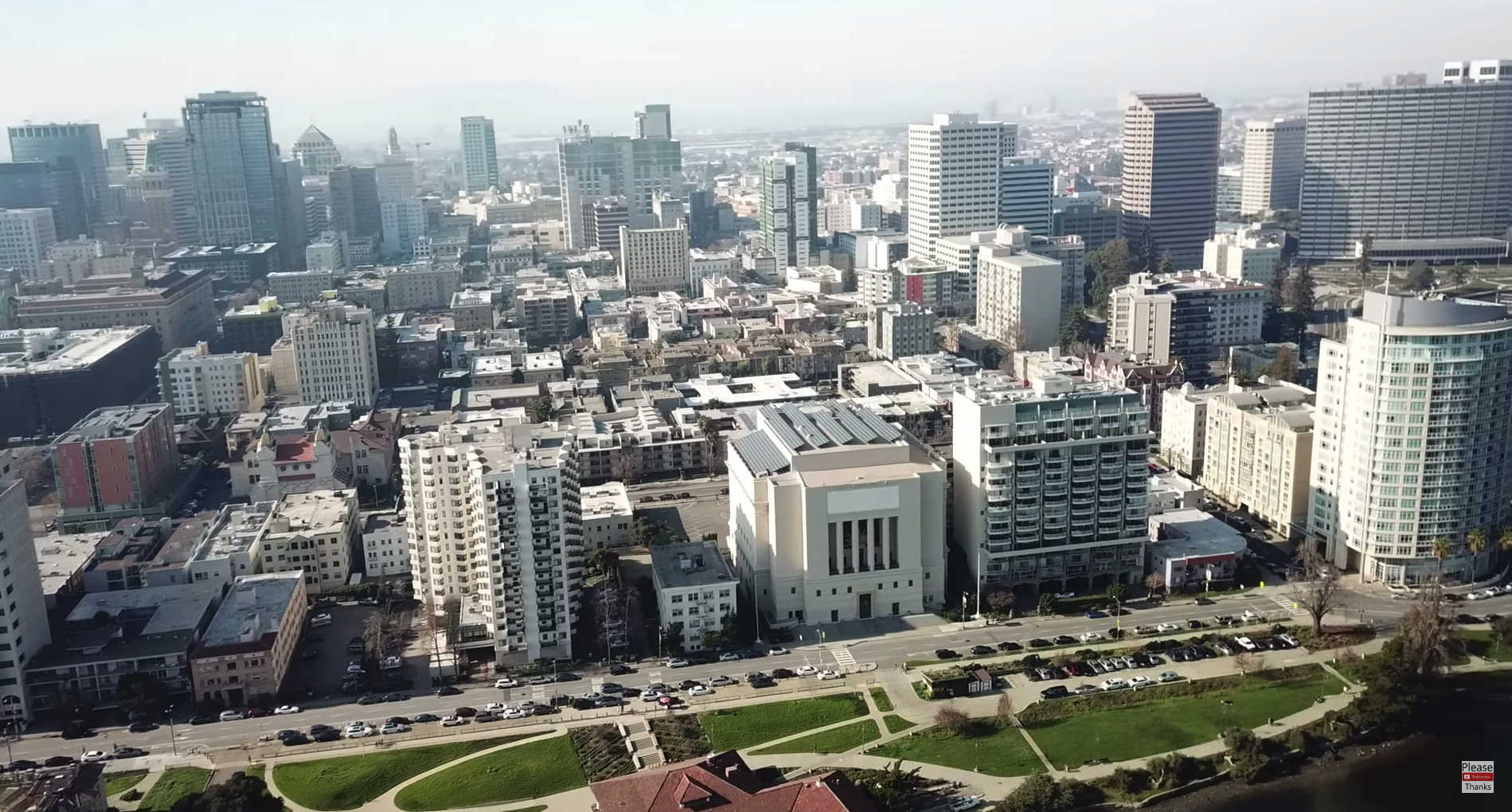
ダウンタウン
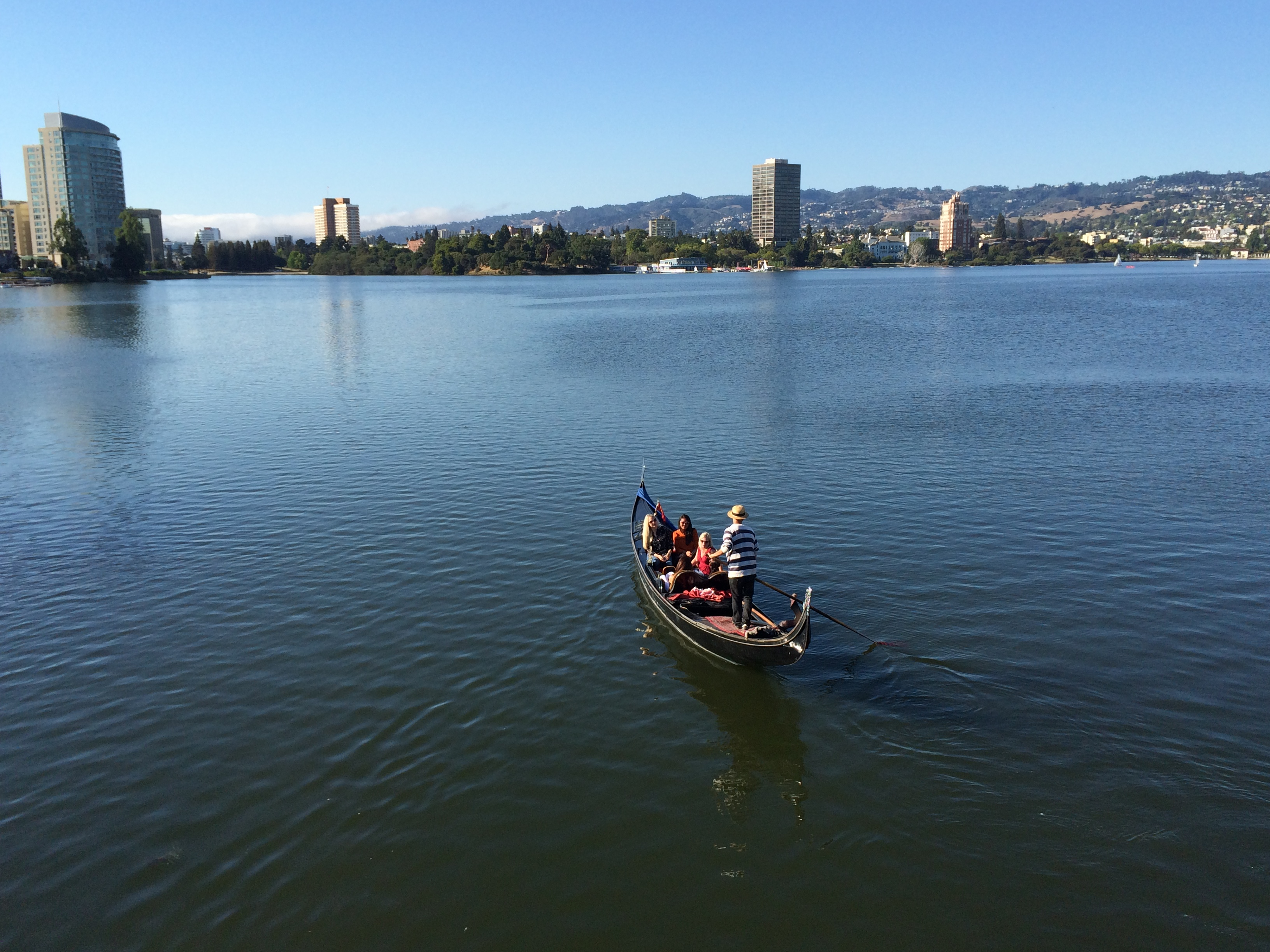
メリット湖
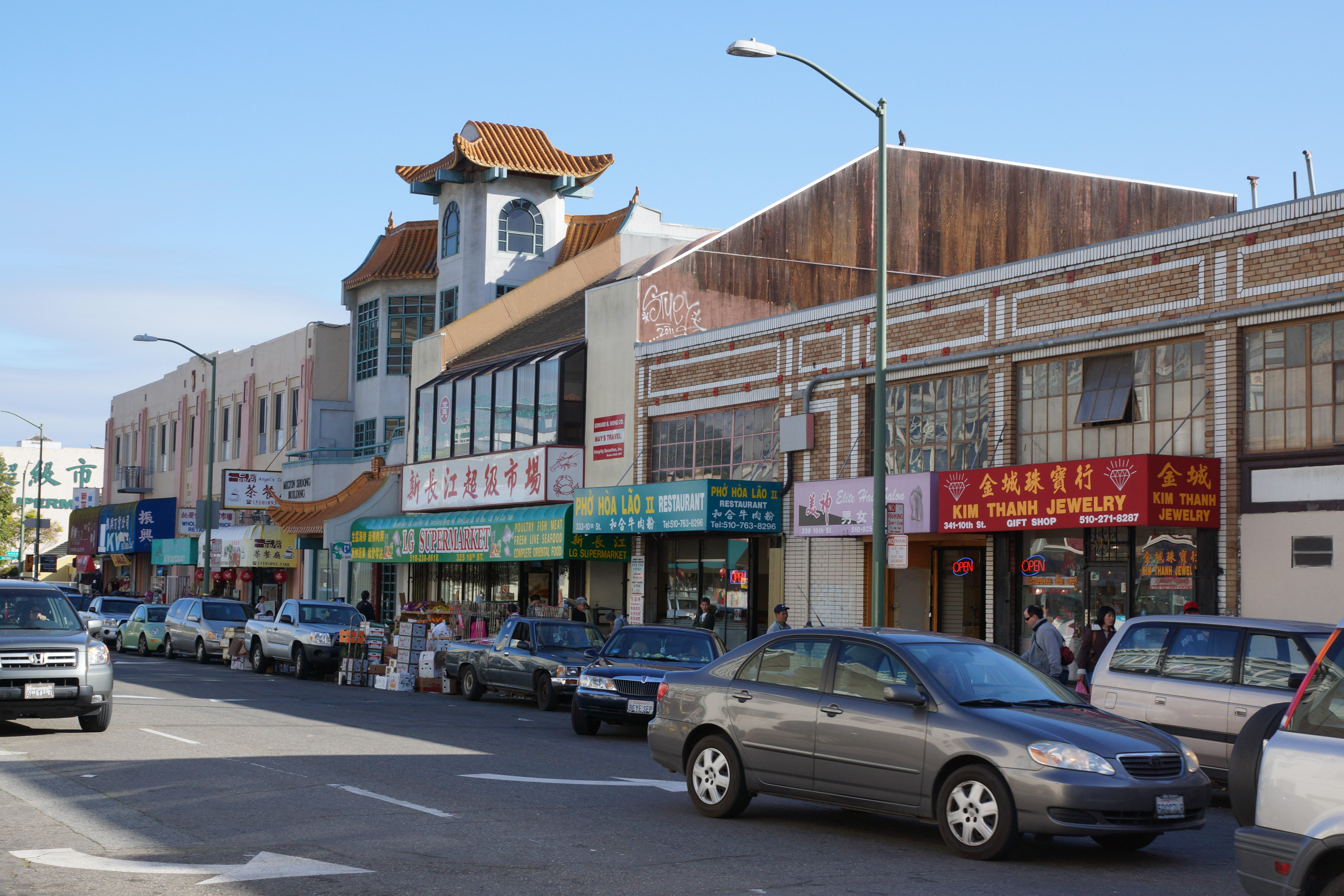
オークランドチャイナタウン
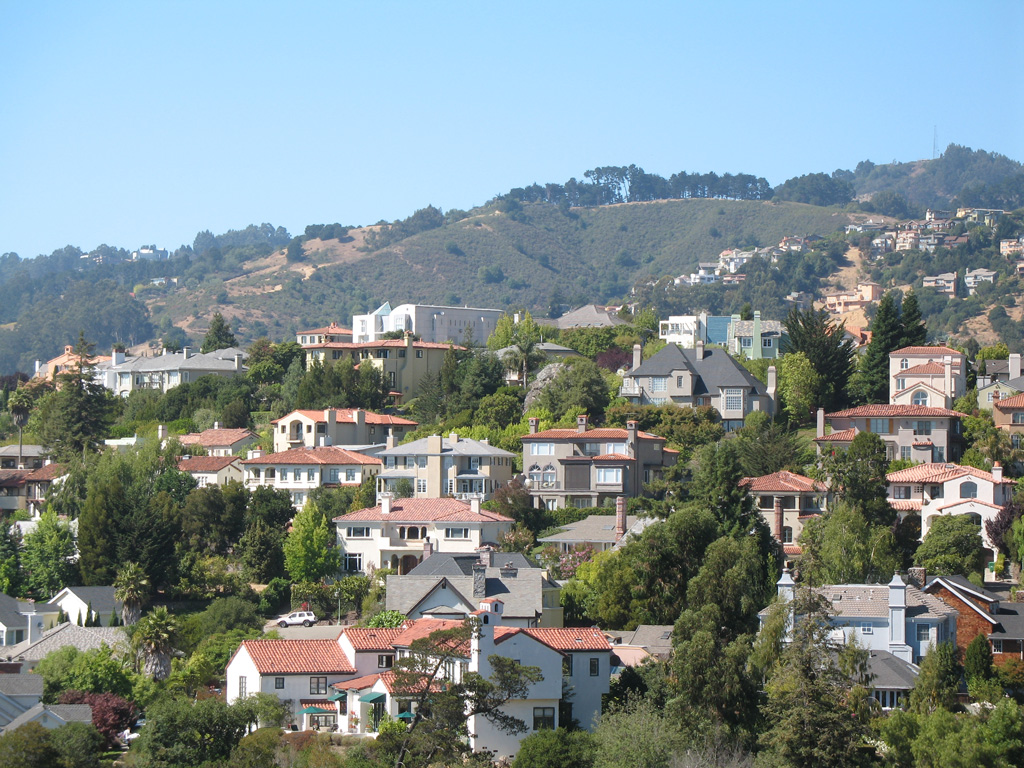
北部丘陵の住宅地
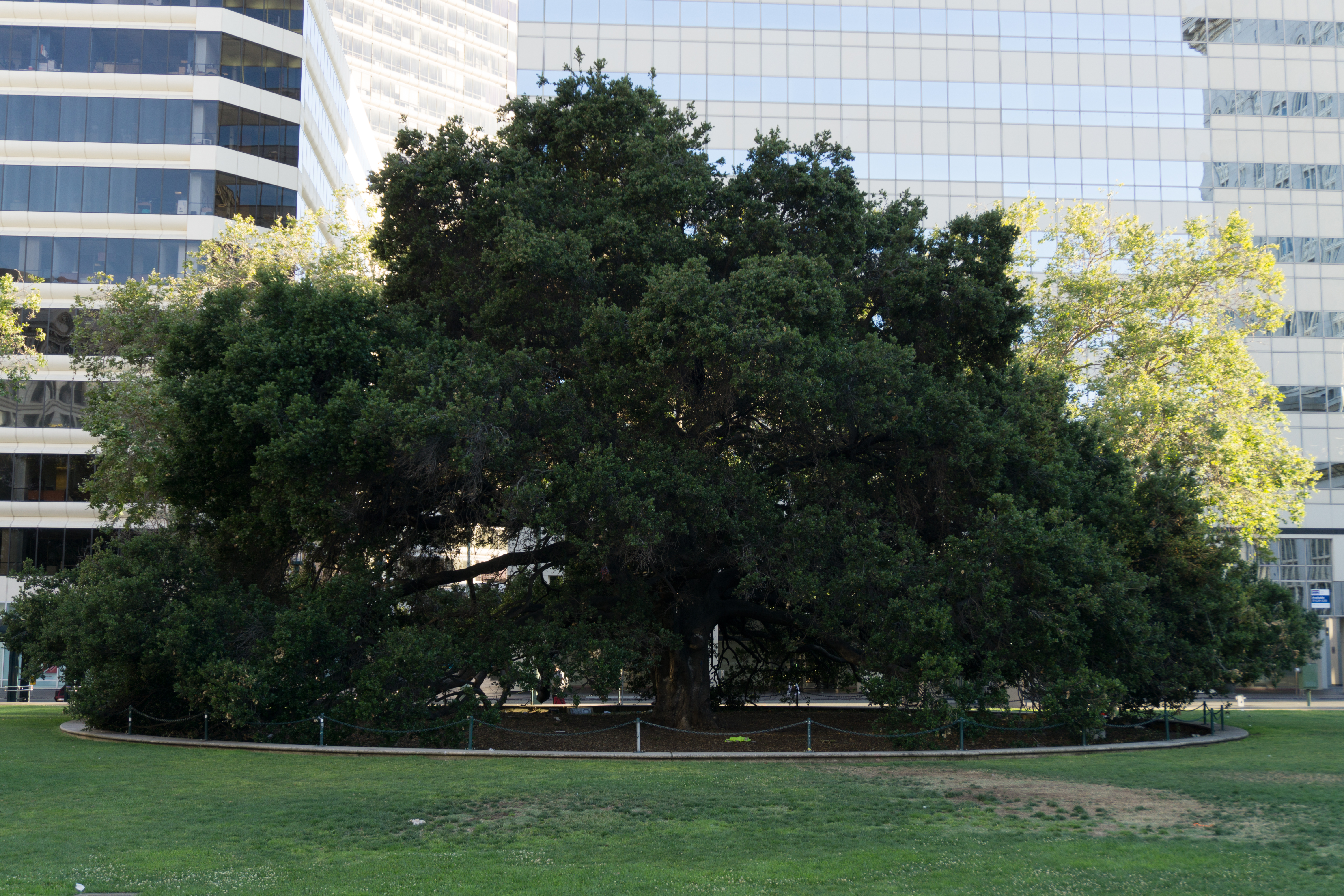
Frank H. Ogawa広場のオーク

## 姉妹都市
オークランドは Sister Cities International によって指定された、7つの姉妹都市を有している。
| - アガディール（モロッコ王国） - オーチョ・リオス（ジャマイカ） - サンティアーゴ・デ・クーバ（キューバ共和国） - セコンディ・タコラディ（ガーナ共和国） | - 大連（中華人民共和国） - ナホトカ（ロシア連邦） - 福岡市（日本） |

1962年10月13日、福岡市と姉妹都市提携を結び、交換教育プログラムなどを通して交流を深めている。なお、福岡市はニュージーランドのオークランドとも姉妹都市提携している。

## 関係者
出身者
- フランク・正三・馬場（日系人、GHQ民間情報教育局ラジオ課員）
- ジャック・スー（日系人俳優）
- マーティ・キーオ（プロ野球選手）
- マーク・ハミル（俳優、映画「スター・ウォーズ」シリーズのルーク・スカイウォーカー役）
- M.C.ハマー（ミュージシャン）
- カマラ・ハリス（政治家〈米国副大統領〉、検察官〈州司法長官〉）
- キャリー・フクナガ（映画監督、脚本家。父が日系人）

居住その他ゆかりある人物
- クリント・イーストウッド（俳優、映画監督） - 1930年、サンフランシスコ生まれ。オークランド・テクニカル・ハイスクール（英語版）に転校。